# Rally de Ourense de 1975
El Rally de Ourense de 1975, oficialmente 8.º Rally de Orense, fue la octava edición y la séptima cita de la temporada 1975 del Campeonato de España de Rally. Fue también puntuable para el Campeonato de Galicia de Rally, el campeonato femenino y el Desafío Simca. Se celebró del 21 al 22 de junio y contó con un itinerario de dieciséis tramos que sumaban un total de 117 km cronometrados.

## Itinerario
| Día   | Tramo | Nombre                  | Distancia | Hora  | Ganador            | Tiempo |
| ----- | ----- | ----------------------- | --------- | ----- | ------------------ | ------ |
| Día 1 | TC1   | Alto de La Peroja       | 5,5 km    | 16:16 | Marc Etchebers     | 04:33  |
| Día 1 | TC2   | Outomuro-Villavidal     | 4,6 km    | 17:34 | Beny Fernández     | 02:35  |
| Día 1 | TC3   | Bande-Lobera            | 7,6 km    | 18:15 | Marc Etchebers     | 05:27  |
| Día 1 | TC4   | Puente Linares-Bande    | 12 km     | 19:11 | Marc Etchebers     | 07:20  |
| Día 1 | TC5   | La Merca-Soutopenedo    | 4,4 km    | 19:59 | Marc Etchebers     | 02:15  |
| Día 1 | TC6   | Alto de Castro de Beiro | 6 km      | 23:06 | Jorge de Bagration | 03:55  |
| Día 2 | TC7   | Avión-Beiro             | 11,5 km   | 00:45 | Jorge de Bagration | 08:12  |
| Día 2 | TC8   | Alto de Cabanelas       | 6,8 km    | 01:16 | Marc Etchebers     | 04:44  |
| Día 2 | TC9   | Alto de La Peroja       | 5,5 km    | 02:08 | Jorge de Bagration | 04:44  |
| Día 2 | TC10  | Viñoás-Luintra          | 7,8 km    | 02:40 | Jorge de Bagration | 05:04  |
| Día 2 | TC11  | Maceda-Santa Marina     | 10 km     | 03:17 | Jorge de Bagration | 06:01  |
| Día 2 | TC12  | Almorfe-Luintra         | 7,4 km    | 09:17 | Jorge de Bagration | 05:02  |
| Día 2 | TC13  | Alto de Trasalva        | 4,1 km    | 10:03 | Marc Etchebers     | 02:39  |
| Día 2 | TC14  | Avión-Beiro             | 11,5 km   | 11:40 | Marc Etchebers     | 07:47  |
| Día 2 | TC15  | Alto de Cabanelas       | 6,8 km    | 12:11 | Marc Etchebers     | 04:27  |
| Día 2 | TC16  | Alto de Castro de Beiro | 6 km      | 12:53 | Marc Etchebers     | 03:52  |

## Clasificación final
| Pos. | Piloto             | Copiloto                  | Automóvil                | Tiempo  | Diferencia |
| ---- | ------------------ | ------------------------- | ------------------------ | ------- | ---------- |
| 1.   | Marc Etchebers     | Marie-Christine Etchebers | Porsche 911 Carrera RS   | 1:19:27 | 0.0        |
| 2.   | Jorge de Bagration | Ignacio Lewin             | Lancia Stratos HF        | 1:19:50 | +0:23      |
| 3.   | Juan Carlo Oñoro   | Juanjo Lacalle            | Simca 1000               | 1:22:47 | +3:20      |
| 4.   | Fernando Lezama    | Javier Arnáiz             | Ford Escort RS 1600 MKI  | 1:23:28 | +4:01      |
| 5.   | Lucas Sainz        | José Zorita               | Alpine-Renault A110 1600 | 1:23:55 | +4:28      |
| 6.   | Alex Cid           | Venancio Blanco           | SEAT 1430-1800           | 1:24:57 | +5:30      |
| 7.   | Enrique Fernández  | A. Díaz                   | BMW 2002                 | 1:25:36 | +6:09      |
| 8.   | José Luis Echave   | L. M. Uriarte             | SEAT 1430-1800           | 1:26:11 | +6:44      |
| 9.   | Isidro Oliveras    | S. Padró                  | SEAT 1430-1800           | 1:28:50 | +9:23      |
| 10.  | Claudi Caba        | Miguel Galofré            | Alfa Romeo 2000          | 1:29:18 | +9:51      |